# Challenger de Anning 2016

El torneo Kunming Open 2016 es un torneo profesional de tenis. Pertenece al ATP Challenger Series 2016. Se disputará su 5.ª edición sobre superficie tierra batida, en Anning, China entre el 24 de abril al el 1 de mayo de 2016.

## Jugadores participantes del cuadro de individuales
| Favorito | País                                  | Jugador              | Rank1 | Posición en el torneo |
| -------- | ------------------------------------- | -------------------- | ----- | --------------------- |
| 1        | Bandera de Japón                      | Yoshihito Nishioka   | 101   | Primera ronda         |
| 2        | Bandera de Australia                  | Jordan Thompson      | 121   | CAMPEÓN               |
| 3        | Bandera de la India                   | Saketh Myneni        | 150   | Semifinales           |
| 4        | Bandera de Eslovenia                  | Grega Žemlja         | 161   | Segunda ronda         |
| 5        | Bandera de Estados Unidos             | Alexander Sarkissian | 165   | Primera ronda         |
| 6        | Bandera de la República Popular China | Zhang Ze             | 166   | Segunda ronda         |
| 7        | Bandera de Francia                    | Mathias Bourgue      | 194   | FINAL                 |
| 8        | Bandera de Bélgica                    | Arthur De Greef      | 199   | Cuartos de final      |

- 1 Se ha tomado en cuenta el ranking del 25 de abril de 2016.

### Otros participantes
Los siguientes jugadores recibieron una invitación (wild card), por lo tanto ingresan directamente al cuadro principal (WC):
- Xia Zihao
- He Yecong
- Te Rigele
- Ouyang Bowen

Los siguientes jugadores ingresan al cuadro principal tras disputar el cuadro clasificatorio (Q):
- Yoshihito Nishioka
- Yannick Hanfmann
- Matt Reid
- Greg Jones

## Campeones

### Individual Masculino
- Jordan Thompson derrotó en la final a  Mathias Bourgue, 6–3, 6–2

### Dobles Masculino
- Bai Yan /  Riccardo Ghedin derrotaron en la final a  Denys Molchanov /   Aleksandr Nedovyesov, 4–6, 6–3, [10–6]